# كيري آن باين
كيري آن باين (من مواليد 9 ديسمبر 1987) ، والمعروفة أيضًا باسمها بعد الزوج كيري آن كاري ، هي سباحة بريطانية من جنوب إفريقيا ، متخصص في ماراثون السباحة في المياه المفتوحة ، والسباحة لمسافات طويلة في المسبح. إنها بطلة العالم في المياه المفتوحة لمرتين لمسافة 10 كيلومترات ، وميدالية فضية أولمبية.

## نشأتها
ولدت باين في 9 ديسمبر 1987 في جوهانسبرغ، جنوب أفريقيا ، لأبوين بريطانيين ، سجلا ولادتها في القنصلية البريطانية. بدأت السباحة في سن الرابعة ، وتم ملاحظتها في سن الثامنة من قبل مدير الأداء الوطني للسباحة البريطانية بيل سويتنهام في معسكر تدريبي في جنوب إفريقيا. نتيجة لذلك عادت العائلة إلى المملكة المتحدة للعيش في هيوود ، مانشستر الكبرى، عندما كانت في الثالثة عشرة من عمرها.
التحق باين مدرسة الكاردينال لانجلي الرومانية الكاثوليكية الثانوية. انضمت إلى نادي السباحة ستوكبورت مترو، وقد تم تدريبها منذ ذلك الحين من قبل شون كيلي. بعد أن حطم الرقم القياسي البريطاني للناشئين لمسافة 800 متر في السباحة الحرة في عام 2002 ، تم قطع الدعم المالي المركزي لباين بعد أن فشلت في الفوز بميدالية في ألعاب الكومنولث 2006. نتيجة لذلك ، اقترحت كيلي أن تجرب السباحة في المياه المفتوحة ، مما يسمح لها بالحصول على تمويل مركزي إضافي.